# جوناثان جوبير
جوناثان جوبير (بالفرنسية: Jonathan Joubert)‏ (12 سبتمبر 1979 فرنسا - ) هو لاعب كرة قدم لوكسمبورغي، يلعب كحارس مرمى.

## روابط خارجية
- جوناثان جوبير على موقع الاتحاد الدولي (مؤرشف)  (الإنجليزية)
- جوناثان جوبير على موقع الاتحاد الأوربي (الإنجليزية)
- جوناثان جوبير على موقع إي إس بي إن إف سي (الإنجليزية)
- جوناثان جوبير على موقع قاعدة بيانات كرة القدم.إي يو (الإنجليزية)
- جوناثان جوبير على موقع ناشيونال فوتبول تيمز (الإنجليزية)
- جوناثان جوبير على موقع Soccerbase.com (لاعب) (الإنجليزية)
- جوناثان جوبير على موقع Soccerway.com (الإنجليزية)
- جوناثان جوبير على موقع عالم كرة القدم.نت (الإنجليزية)
- جوناثان جوبير على موقع AS.com (الإسبانية)